# قرية الشعراء التراثية
قرية الشعراء التراثيّة هي قرية تعتبر من أهم بلدات عالية نجد، وهي معروفة بهذا الاسم قديماً وحديثاً، وتقع في محافظة الدوادمي التابعة لمنطقة الرياض.

## الموقع
تقع في محافظة الدوادمي التابعة لمنطقة الرياض في المملكة العربية السعودية. وتبعد الشعراء عن الدوادمي مسافة 35 كم.

## التاريخ
شهدت القرية أحداثاً تاريخية هامة، منها معركة أهل الشعراء مع الأشراف عام (1791م/1205هـ)، ومعركة سوفة في العام (1901م/1319 هـ)، ومؤتمر الشعراء الذي دعا إليه الملك عبد العزيز، وعقد في يوم الخميس 1 / 5 / 1348هـ.

## البناء
تتبع القرية في أسلوب تخطيطها العمراني وتصميم مساكنها النمط النجدي والذي يتميز بالاستجابة للظروف المناخية الحارة والجافة صيفاً والباردة شتاءً، ويظهر ذلك جلياً في تماسك وتقارب الأبنية، والتي تظهر ككتلة واحدة متلاصقة، مع قلة وجود الفراغات وضيق الممرات وتعرجها، وهذا يؤدي إلى تقليل الأسطح المعرضة للشمس. والأبنية فيها منفتحة على الداخل، مع ندرة وجود فتحات خارجية، وتبدو المنازل متماثلة في الشكل وفي الإرتفاع الذي لا يتجاوز الدورين، وكذلك البساطة في التصميم. وتضم الوحدات والعناصر المعمارية التي يتميز فيها البيت النجدي من مجلس الرجال أو القهوة وما تحتويه من زخارف جصية ووجار وكمار، وغرف العائلة والنوم والمطبخ أو الموقد، والروشن والحوش والمصباح والمخازن والخدمات، وغالباً ما يأخذ المنزل الشكل المستطيل. يتميز النسيج العمراني للقرية بأنه يعكس خصائص العمارة التقليدية، حيث يشكل المسجد الجامع والسوق التجاري وساحة التجمع المركز الرئيس الذي تنطلق منه الطرق الرئيسية والتي تتفرع منها ممرات وأزقة ضيقة إلى بقية أجزاء القرية. وقد استخدم الطين كمادة أساسية في بناء البيت، ومادة الطين تتميز بأنها مادة عازلة للحرارة أثناء فصل الصيف، ويكون البناء بالطين عادة إما على شكل عروق أو مداميك من اللبن، وقد توحدت البيوت في الطريقة التقليدية المتبعة في التسقيف، وهي رصف جذوع الأثل على شكل سواري تحمل جريد النخل مع طبقة طينية سميكة تمنع نفوذ الماء.

### مكونات الموقع
- أساسات من الحجر.
- الأسقف خشبية مصنوعة من خشب الاثل مغطى بسعق النخيل ويعلوه طبقة من خليط الطين والتبن.
- المباني مغطاة بطبقة من لياسة خارجية من خليط الطين التبن.
- فتحات الشبابيك مستطيلة الشكلصغيرة ومرتفعة.
- تعلو فتحات الشبابيك والأبواب أعتاب خشبية تحمل بقية الحائط أعلاه.
- تتنوع ارتفاع المباني من طابق واحد وطابقين بإرتفاع تقريبي يبدأ من 3.5 إلى 7م شامل ارتفاع الدروة.[2]

## الترميم
أعاد أهالي مركز الشعراء التابع لمحافظة الدوادمي إحياء تاريخ المساكن والمسجد والدكاكين القديمة من خلال ترميمها وتحويلها إلى قرية سياحية، وإنشاء بوابات من جميع الجهات لما لها من أهمية تاريخية، وتمشياً مع سعي الهيئة العامة للسياحة والتراث الوطني لتنمية القرى التراثية.